# Cerbia
Cerbia (deutsch Serben, ungarisch Cserbia) ist ein Dorf im Kreis Hunedoara in Siebenbürgen, Rumänien. Es ist Teil der Gemeinde Zam.

## Geographische Lage

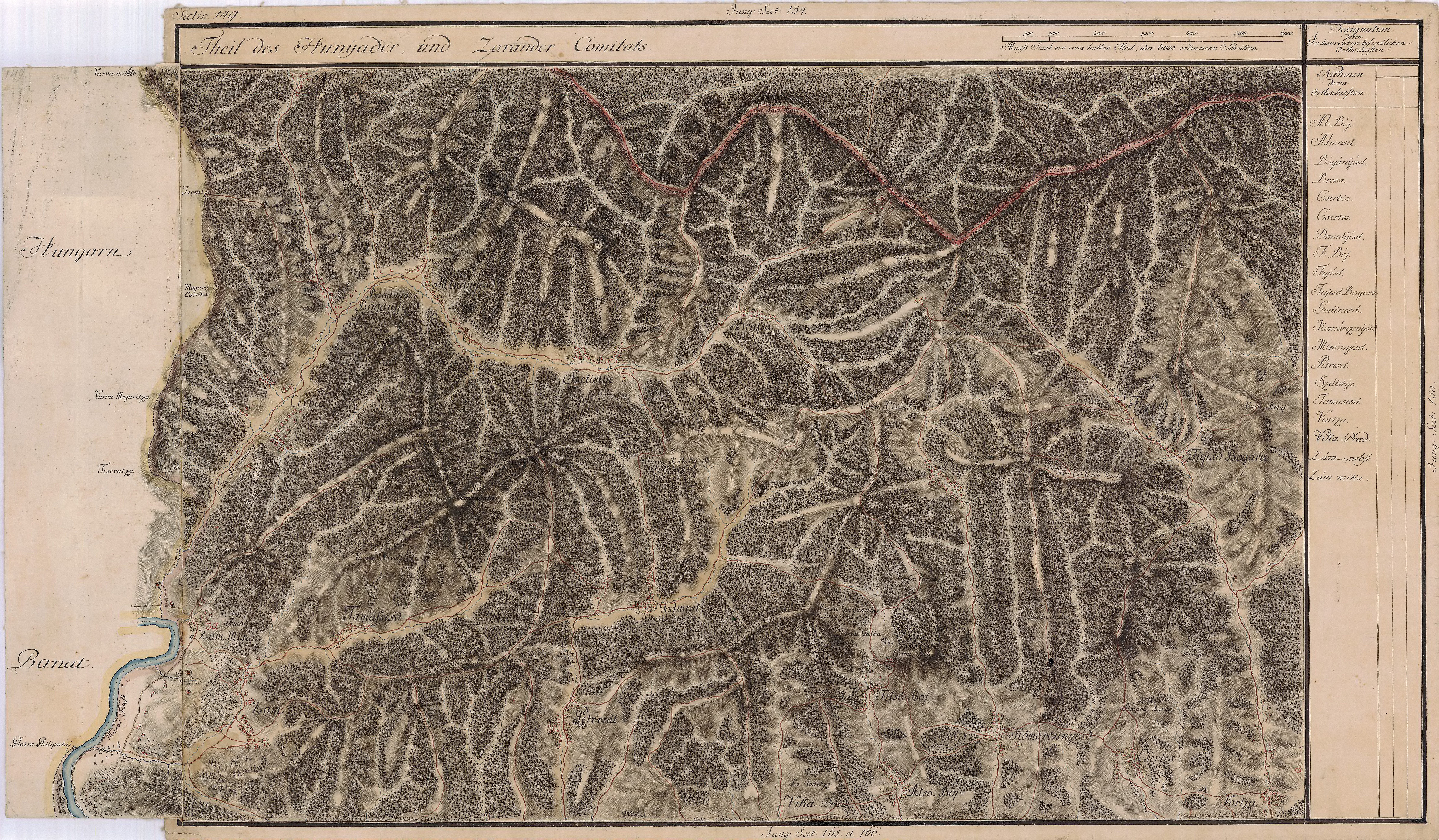
Cerbia in der Josephinischen Landaufnahme von 1769 bis 1773

Cerbia liegt im westlichen Teil der historischen Region Siebenbürgen, südlich des Zarand-Gebirges (Munții Zarandului). Das Dorf befindet sich etwa fünf Kilometer nördlich des Gemeindesitzes Zam und ca. 53 Kilometer nordwestlich von der Kreishauptstadt Deva (Diemrich) entfernt.

## Geschichte
Der Ort Cerbia wurde erstmals 1468 urkundlich erwähnt. Die Bewohner leben vorrangig von der Landwirtschaft und der Viehzucht. Des Weiteren befinden sich hier in einem Granitgebiet mit Buntmetallerzen Pyrit- und Molybdän-Bergwerke.

## Bevölkerung
Seit der Volkszählung von 1850 wurden auf dem Gebiet des Ortes durchweg Rumänen (außer 1966 ein Ukrainer) registriert. 1850 lebten in Cerbia 319 Menschen. Die höchste Einwohnerzahl wurde 1900 (440) registriert, seitdem nahm diese stetig ab. 2002 wurden 137 Einwohner gezählt.

## Sehenswürdigkeiten
- Die Holzkirche, im 18. Jahrhundert errichtet, steht nicht unter Denkmalschutz.

## Bilder der Holzkirche in Cerbia

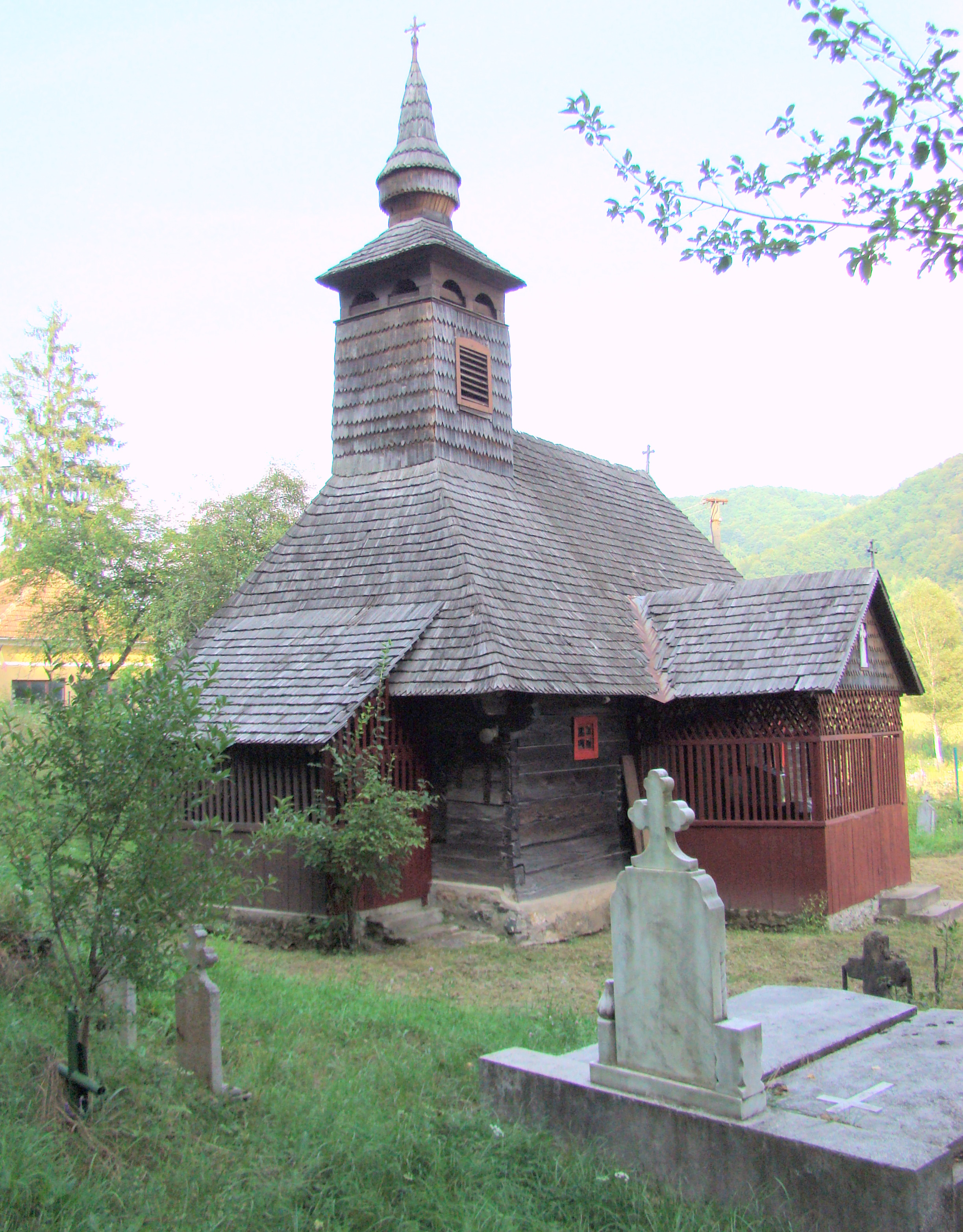
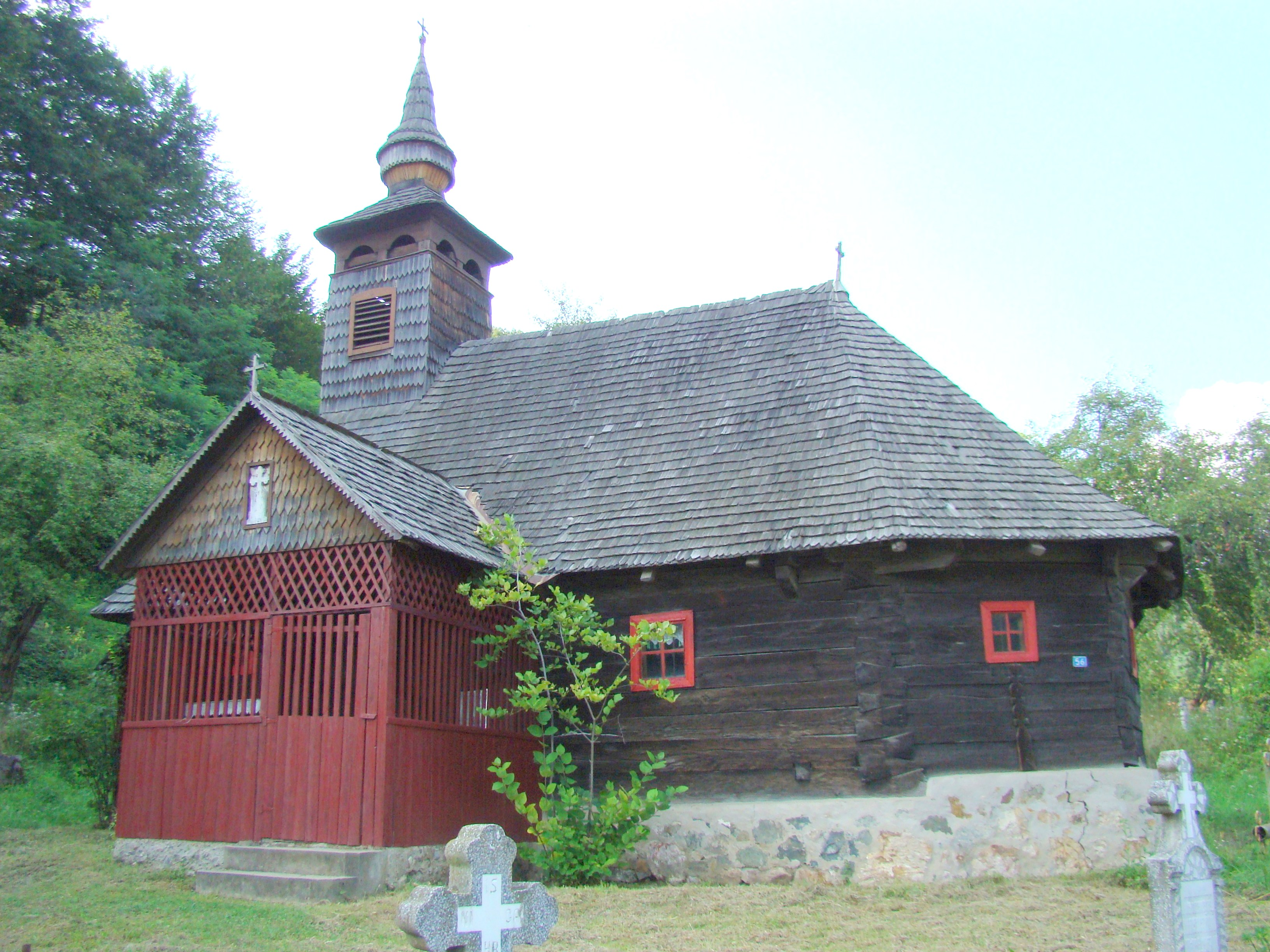
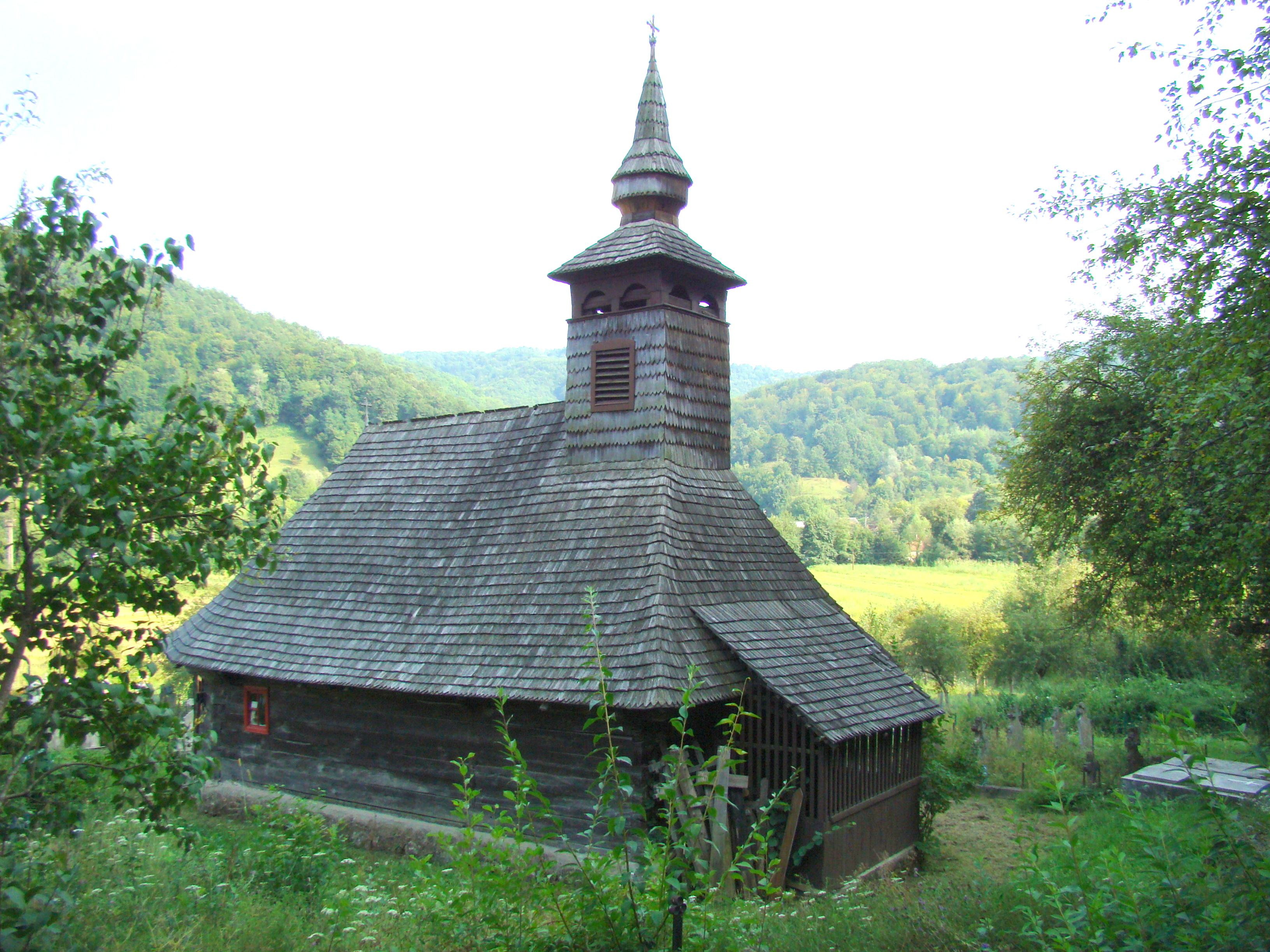